# Seleção Canadense de Voleibol Masculino Sub-19
A Seleção Canadense de Voleibol Masculino Sub-19, também conhecida como Canadá Sub-19, é a seleção canadense de voleibol formada por jogadores com idade inferior a 19 anos. A equipe é mantida pela Volleyball Canada (VC) e encontra-se na 22ª posição do ranking mundial da FIVB segundo dados de 4 de setembro de 2024.

## Resultados

### Jogos Olímpicos da Juventude
A Seleção Canadense Sub-19 nunca participou dos Jogos Olímpicos da Juventude.

### Campeonato Mundial
| Campeonato Mundial Sub-19 | Campeonato Mundial Sub-19 | Campeonato Mundial Sub-19 |
| Ano                       | Sede                      | Classificação             |
| ------------------------- | ------------------------- | ------------------------- |
| 2005                      | Argel–Orã                 | 13º                       |
| 2025                      | Tasquente                 | 23º                       |

### Campeonato NORCECA
| Campeonato NORCECA Sub-19 | Campeonato NORCECA Sub-19 | Campeonato NORCECA Sub-19 |
| Ano                       | Sede                      | Classificação             |
| ------------------------- | ------------------------- | ------------------------- |
| 2004                      | México                    | 2º                        |
| 2006                      | República Dominicana      | 4º                        |
| 2010                      | México                    | 7º                        |
| 2024                      | Porto Rico                | 4º                        |

### Copa Pan-Americana
Seleção Canadense não disputou nenhuma edição.